# 温州市
温州市（おんしゅうし、うんしゅうし、ウェンヂョウし、拼音: Wēnzhōu、温州語：[y tɕiɤu]）は中華人民共和国浙江省東南沿海に位置する地級市。商才に長けた温州人は世界各地(特にヨーロッパ)で広く活躍している。

## 地理
浙江省東南部に位置し、北部は同省台州市、西部は同省麗水市、南部は福建省に接する。東は東シナ海である。温州港は古くから浙江省南部山間地帯の物産の積出港として栄えた。

## 歴史
温州は文化絢爛たる東甌の名鎮であり、紀元前192年には東甌王の都となった。323年に建郡して永嘉郡となった。伝説によれば建郡の時に白鹿が花を咥えて城を一周したといい、このため鹿城の異称がある。永嘉郡太守に任命された謝霊運はこの地の山水を歌った詩人として名高い。唐代に入り、675年に初めて温州の名が起った。温州では歴史的に手工業が発達し、陶磁器、造紙、造船、絹、漆器、鞋皮などが発達した。南宋時には対外通商港となり、海上貿易で繁栄している。また、温州の士大夫が南宋初期に金軍に追われた南宋の高宗を助け、温州の知事を務めた秦檜が宰相に就任した事から、南宋の官界で温州出身者が重用されるようになり、それが温州における科挙受験をはじめとする学問の盛行を促し、永嘉学派と呼ばれる学派が形成された。明清時代には温州府が設置され、近代には茶の輸出港となった。1958年9月24日には、温州湾上空で9・24温州湾空戦が発生した。

## 行政区画
4市轄区・3県級市・5県を管轄する。
- 市轄区：
  - 鹿城区・竜湾区・甌海区・洞頭区
- 県級市：
  - 瑞安市・楽清市・竜港市
- 県：
  - 永嘉県・平陽県・蒼南県・文成県・泰順県

| 温州市の地図                                                                          |
| ------------------------------------------------------------------------------------- |
| 鹿 城 区 竜湾区 甌海区 洞頭区 永嘉県 平陽県 蒼南県 文成県 泰順県 瑞安市 楽清市 竜港市 |

### 年表
この節の出典

#### 温州地区
- 1949年10月1日 - 中華人民共和国浙江省温州専区が成立。温州市・永嘉県・楽清県・文成県・平陽県・青田県・玉環県・泰順県・瑞安県が発足。(1市8県)
- 1949年11月 - 温州市および永嘉県の一部が合併し、地級市の温州市となる。(8県)
- 1950年5月 - 温州市の一部が永嘉県に編入。(8県)
- 1951年9月 - 永嘉県の一部が温州市に編入。(8県)
- 1952年1月19日 - 麗水専区麗水県・雲和県・竜泉県・景寧県・慶元県を編入。(13県)
- 1953年6月10日 - 玉環県の一部が分立し、洞頭県が発足。(14県)
- 1953年6月30日 - 平陽県の一部が分立し、明礬鉱区が発足。(14県1鉱区)
- 1954年3月 - 景寧県の一部が慶元県に編入。(14県1鉱区)
- 1954年5月22日 - 台州専区温嶺県・黄岩県・仙居県・海門区を編入。(17県1区1鉱区)
- 1955年4月26日 - 明礬鉱区が礬山鉱区に改称。(17県1区1鉱区)
- 1955年6月 - 平陽県の一部が洞頭県に編入。(17県1区1鉱区)
- 1955年8月4日 - 平陽県の一部が福建省福安専区福鼎県に編入。(17県1区1鉱区)
- 1956年3月5日 - 仙居県が寧波専区に編入。(16県1区1鉱区)
- 1956年3月9日 (16県)
  - 海門区が黄岩県に編入。
  - 礬山鉱区が平陽県に編入。
- 1956年5月 - 雲和県の一部が景寧県に編入。(16県)
- 1956年10月6日 - 永嘉県の一部が温州市郊区に編入。(16県)
- 1956年11月20日 - 温嶺県・永嘉県の各一部が楽清県に編入。(16県)
- 1957年9月23日 (14県)
  - 温嶺県・黄岩県が台州専区に編入。
  - 洞頭県の一部が平陽県に編入。
- 1958年3月21日 - 慶元県の一部が福建省南平専区政和県に編入。(14県)
- 1958年4月11日 - 金華専区宣平県の一部が麗水県に編入。(14県)
- 1958年5月29日 (12県)
  - 洞頭県が玉環県に編入。
  - 雲和県が麗水県・景寧県・竜泉県に分割編入。
- 1958年8月 - 永嘉県の一部が温州市に編入。(12県)
- 1958年11月21日 (10県)
  - 文成県が瑞安県に編入。
  - 慶元県が竜泉県に編入。
- 1958年12月22日 - 台州専区温嶺県・黄岩県・臨海県・仙居県を編入。(14県)
- 1958年12月 - 平陽県の一部が瑞安県に編入。(14県)
- 1960年1月7日 (12県)
  - 玉環県が温嶺県、温州市に分割編入。
  - 景寧県が麗水県に編入。
- 1961年11月 - 青田県の一部が永嘉県に編入。(12県)
- 1961年12月15日 (13県)
  - 瑞安県の一部が分立し、文成県が発足。
  - 麗水県の一部が金華専区永康県の一部と合併し、金華専区武義県となる。
- 1962年5月28日 - 温嶺県・黄岩県・臨海県・仙居県が台州専区に編入。(9県)
- 1962年6月1日 - 麗水県の一部が分立し、雲和県が発足。(10県)
- 1963年5月9日 - 麗水県・青田県・雲和県・竜泉県が麗水専区に編入。(6県)
- 1964年10月31日 - 温州市の一部が分立し、洞頭県が発足。(7県)
- 1978年9月16日 - 温州専区が温州地区に改称。(7県)
- 1981年6月18日 - 平陽県の一部が分立し、蒼南県が発足。(8県)
- 1981年9月22日 - 永嘉県・楽清県・平陽県・泰順県・文成県・瑞安県・蒼南県・洞頭県が温州市に編入。

#### 温州市
- 1949年11月 - 温州専区温州市および永嘉県の一部が合併し、温州市が発足。(1市)
- 1950年5月 - 一部が温州専区永嘉県に編入。(1市)
- 1951年9月 - 温州専区永嘉県の一部を編入。(1市)
- 1951年11月8日 - 海坦区・九山区・五馬区・郊区を設置。(4区)
- 1953年2月10日 (6区)
  - 海坦区が分割され、東区・北区が発足。
  - 五馬区の一部が分立し、南区が発足。
  - 九山区の一部が分立し、西区が発足。
  - 九山区の残部・五馬区の残部が合併し、中区が発足。
- 1955年5月13日 (4区)
  - 東区・北区が合併し、海坦区が発足。
  - 西区および中区の一部が合併し、九山区が発足。
  - 南区および中区の残部が合併し、五馬区が発足。
- 1956年5月 - 海坦区・九山区・五馬区が郊区に編入。(1区)
- 1956年10月6日 - 温州専区永嘉県の一部が郊区に編入。(1区)
- 1957年5月24日 - 郊区を廃止。(1市)
- 1958年8月 - 温州専区永嘉県の一部を編入。(1市)
- 1960年1月7日 - 温州専区玉環県の一部(洞頭区)を編入。(1市)
- 1964年10月31日 - 一部が分立し、温州専区洞頭県となる。(1市)
- 1980年8月18日 - 東城区・南城区・西城区を設置。(3区)
- 1981年9月22日 - 温州地区永嘉県・楽清県・平陽県・泰順県・文成県・瑞安県・蒼南県・洞頭県を編入。(3区8県)
- 1981年12月12日 - 東城区・南城区・西城区の各一部が合併し、甌海県が発足。(3区9県)
- 1983年9月5日 - 東城区・南城区・西城区が合併し、城区が発足。(1区9県)
- 1984年12月6日 (2区9県)
  - 城区・甌海県の各一部が合併し、竜湾区が発足。
  - 城区が鹿城区に改称。
- 1987年4月15日 - 瑞安県が市制施行し、瑞安市となる。(2区1市8県)
- 1992年3月9日 - 甌海県が区制施行し、甌海区となる。(3区1市7県)
- 1993年1月28日 - 鹿城区の一部が甌海区に編入。(3区1市7県)
- 1993年9月18日 - 楽清県が市制施行し、楽清市となる。(3区2市6県)
- 2001年7月27日 (3区2市6県)
  - 永嘉県・甌海区・竜湾区の各一部が鹿城区に編入。
  - 瑞安市・甌海区の各一部が竜湾区に編入。
  - 瑞安市の一部が甌海区に編入。
- 2015年7月23日 - 洞頭県および竜湾区の一部が合併し、洞頭区が発足。(4区2市5県)
- 2019年8月16日 - 蒼南県の一部が分立し、竜港市が発足。(4区3市5県)

## 経済
温州市は、周りを海と山に囲まれ耕地が狭い。鉄道が開通するまでは片道二十二時間の上海航路だけが主な交通手段という「陸の孤島」だった。台湾に近く国防の最前線だったため、国からの投資もなく、七八年当時は農民一人当たりの平均収入も全国の六割以下という後進地区だった。だが早くから市場経済、私営企業が発達し、1980年代には中国改革開放政策のモデルとなったこともある。経済技術開発区に指定され、軽工業が発達し、輸出が盛んである。輸出額は2002年26億米ドル、2003年34.2億米ドルと急進している。主要な輸出品は靴類、衣類、めがね、家具、革製品、電気回路保護装置、ライター、プラスティック製品などである。輸出先としてはウクライナ、イタリア、スペイン、大韓民国、ポーランド、ルーマニア、ドイツ、チェコ共和国、オランダなど中東欧が多い。輸入は韓国が多い。市内には温州商貿城、瑞安商城などの大型マーケットが設置され、世界各地からのバイヤーを集める。偽ブランド品の製造も盛んとされていた。

## 文化

### 世界各地での事業展開
温州人は商売がうまいと古書にもみえる。現在、154万人の温州人が中国各地で商業などに従事し、38万人が世界各地で華人として活躍する。なかでもフランス8万人、イタリア7万人、オランダ3万人、米国5万人、シンガポール2万人などが多い。次にポーランドも仲間入りを果たすといわれている。また台湾にも約10万人の温州人が滞在し、日本にも日本温州総商会と日本温州同郷会が存在する。毎年世界各地の温州出身華人を集めて世界温州人大会が開催される。

### 言語
住民の大部分は漢語呉方言（上海語など）の一派である東甌系方言を話すが、市域南部の福建省に近い平陽県、蒼南県、洞頭県では歴史的に福建南部からの移住者が多く、閩南語地域となっている。
温州方言は中国諸方言の中で、発音が非常に難解として有名である。「天も恐れない、地も恐れない、ただ、温州人の話を聞くのが恐ろしい」などという例えがあるくらい。

### 宗教
キリスト教徒が人口の15％を占め、「中国のエルサレム」と呼ばれる。温州、改革開放政策初期の1980年代前半には300万人とされたプロテスタントが、現在は10倍を超えたとの統計もある。経済成長に伴い貧富の差が生まれたことで、貧困層の入信が多いという。特に温州は人口約900万のうち15％がキリスト教信者とされ、その割合は他都市の倍を超える。政府が、教会の影響力の拡大を抑えたい思惑があらわになってきた。宗教関係者は不満を募らせ、緊張が高まっている。

## 教育
- 温州大学
- 温州医科大学
- WenZhou-Kean University
- 中国科学院大学温州研究院

## 交通

### 空路
- 温州龍湾国際空港：国家の力に頼らず、温州人が資金を出して建設した。国内線60本の他、香港、マカオとも結ぶ。

### 鉄道
全国の高速鉄道網と接続されており、温州-杭州間は高速列車で2時間から2時間半、温州-寧波間は1時間40分から2時間、温州-上海間は3時間から3時間半である。
- 温州駅（中国語版）
  - 金温線：中国で初めての鉄道株式会社。温州市と金華市を結び、省都杭州に繋がる。
- 温州南駅
  - 甬台温線：寧波駅と結ぶ
  - 温福線：福州南駅と結ぶ
- 温州北駅
  - 杭温高速鉄道：杭州西駅と結ぶ。
- 温州軌道交通：最終計画では郊外線3路線、市街線4路線の予定。
  - 温州軌道交通S1線
  - 温州軌道交通S2線

### 道路
- 高速道路：杭州まで4時間、上海との直行バスもある。
- G104国道（中国語版）
- G330国道

## 観光
市域周辺には豊かな自然が広がり、観光資源となっている。楽清市にある雁蕩山は中国十大名山のひとつで国家重点風景名勝区に指定されている。永嘉県の楠渓江も国家重点風景名勝区に指定され、沿岸には山水や田園風景が広がる。平陽県の沖合いに浮かぶ南鹿島は国家級海洋保護区で、貝や海藻の生態系が保護されている。市域北部の烏岩嶺も国家級自然保護区で森林生態系や野生動物が保護され、主峰の白雲峰は標高1611メートル。

## 健康・医療・衛生
- 温州医科大学附属第一医院（併称：浙江省温州第一医院）[9]
- 温州医科大学附属第二医院（併称：育英児童医院／第二臨床医学院）[10]
- 温州医科大学附属眼科医院

## 姉妹友好都市
- 石巻市（日本・宮城県）
- ユニオン郡（アメリカ合衆国ニュージャージー州）
- アリカンテ（スペイン・バレンシア州アリカンテ県）
- プラート県（イタリア・トスカーナ州）

## 友好港
- 呉市（日本・広島県）